# Maxis Communications
Maxis Communications Berhad – malezyjski dostawca usług telefonii komórkowej.
Przedsiębiorstwo zostało założone w 1993 roku, a większość udziałów w firmie należy do miliardera Anandy Krishnana.